# Учитељска борба
Учитељска борба, је Орган Клуба учитеља-ица социјалдемократа, покренут фебруара 1911. (двоброј 1—2), излазио је под уредништвом Драг. М. Михајловића, за време школске године, месечно, често у двобројима, до јуна 1912. године. После прекида за време Bалканских ратова, излазио је поново у школској години 1913/14.
У читавом том периоду 1911—14. изашло је 26 бројева у 18 свески. Часопис је излазио у Београду, Крагујевцу, Ужицу и Великом Градишту. Године 1911, штампан је у 1.000 примерака и имао је 472 претплатника, да би 1912 број претплатника био повећан. Третирао је просветно-школска питања са становишта друштвене корисности, указивао је на класни карактер просветно-школске политике као средства за одржавање буржоаске владавине и на назадну улогу званичне педагогике у односу на развитак друштва. Упознавао је учитеље са савременим педагошким схватањима, приказивао положај учитеља и борио се за његово побољшање.
Обновљен је септембра 1919. као Орган учитеља-ица социјалиста-комуниста, са истим уредником Учитељска борба је излазила до децембра 1920, кад је за време Обзнане забрањена. У том периоду изашло је 14 бројева у 11 свески. У лето 1920. штампан је у 3.000 примерака. Излазила је у Свилајинцу и Крагујевцу.